# Kustodia (Gniezno)

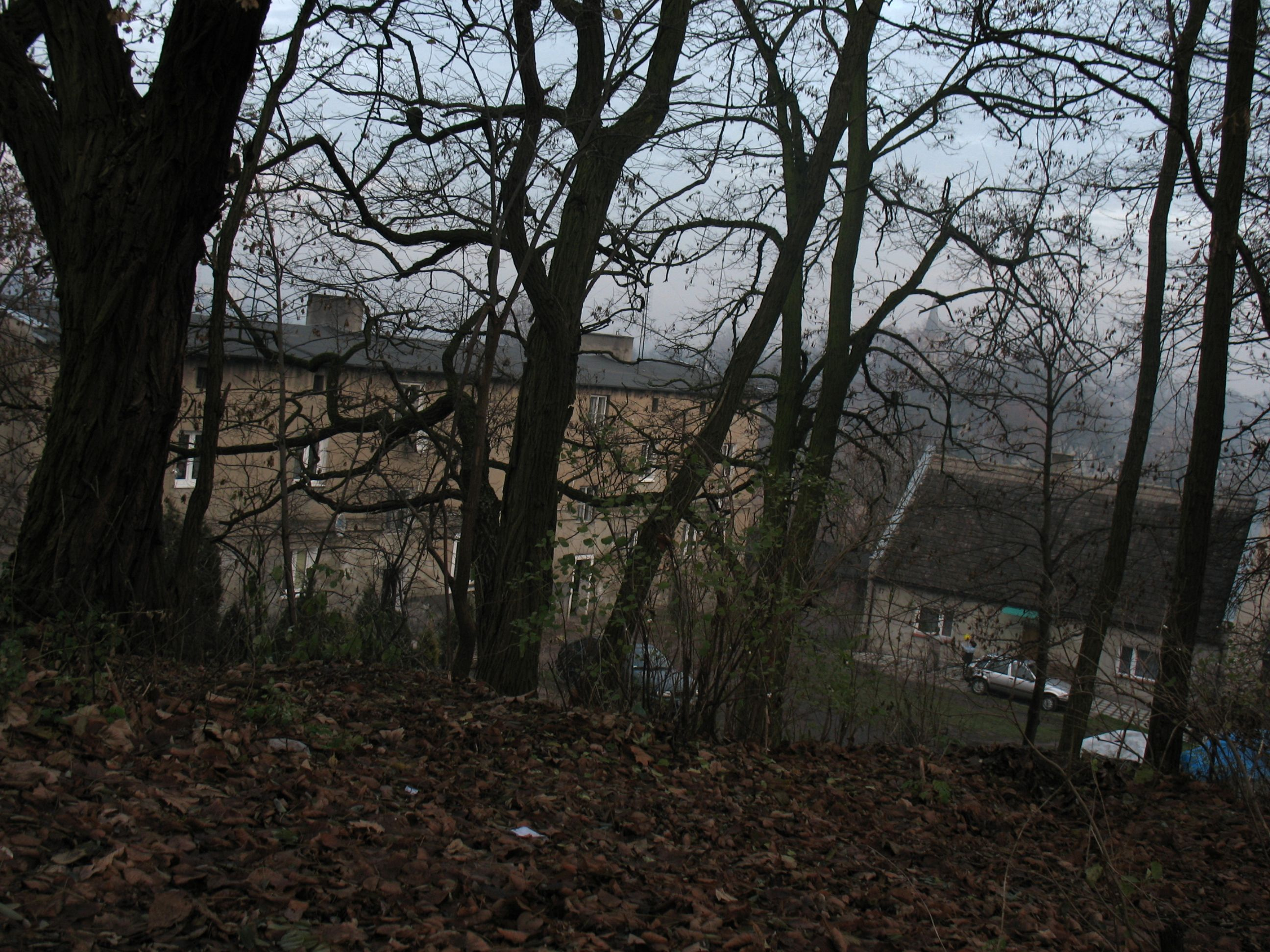
Zabudowania byłego folwarku Kustodia z przełomu XIX i XX w

Kustodia – osiedle w zachodniej części Gniezna, położone nad Jeziorem Świętokrzyskim i Strugą Gnieźnieńską (Wełnianką) przy ul. Powstańców Wielkopolskich, dawniej folwark, z pałacem z końca XIX w., wpisanym do rejestru zabytków, obecnie przebudowanym na mieszkania, parkiem, budynkami gospodarczymi i zabudową wiejską z początku XX w., dawna posiadłość Grabskich. Przy folwarku ogródki działkowe. Na terenie osiedla znajduje się fabryka okien EKO-OKNA. Od zachodu graniczy z dzielnicą Piekary, od wschodu z dzielnicą Winiary, od południa z dzielnicą Stare Miasto, od północy ze wsią Pyszczynek.

## Ulice
- Powstańców Wielkopolskich
- Żabia

## Historia
Majątek Kustodia do XIX wieku był własnością zakonu  O.O. Franciszkanów. W roku 1786 konwent zakonu,  prawem emfiteutycznym, na trzy pokolenia folwark oraz 77 ha ziemi wydzierżawił rodzinie Piaseckich. Ci, po latach, odstąpili dzierżawę Kazimierzowi Liczbińskiemu, który zarządzał majątkiem do roku 1835. Po sekularyzacji zakonu, całość majątku przejęły władze pruskie.
W roku 1905 Kustodię wykupił Leon Grabski, zakładając, wraz z bratankiem  Edwardem Grabskim, Fundację Grabskich, która zarządzała już 140 hektarowym gospodarstwem . Jako obszar dworski do lat 30 XX w. majątek Kustodia, stanowił odrębną jednostkę administracyjną i dopiero w 1934 roku został administracyjnie przypisany do Gminy Gniezno.
Po II wojnie dekretem PKWN folwark w całości zostaje znacjonalizowany. Kustodię przejął PGR Łabiszynek, którego dyrekcja w pałacu urządziła biura. W granice miasta Kustodia zostaje ujęta w końcu lat 50 XX wieku.
W 1969 w sąsiedztwie pałacu „Grabskich” u zbiegu ulic: Powstańców Wielkopolskich i Żabiej oddano do użytku nowoczesny kompleks szkolny - Zawodowej  Szkoły Specjalnej – dzisiaj- Specjalny Ośrodek Szkolno-Wychowawczy nr 2 w Gnieźnie  im Janusza Kusocińskiego. 
Obecnie nieruchomości Kustodii w większej  części są w  posiadaniu Agencji Nieruchomości Rolnych.